# Tyrrell 022
Der Tyrrell 022 war das Auto, mit dem das Team Nokia Tyrrell in der Formel-1-Weltmeisterschaft 1994 antrat. Das Auto wurde vom Yamaha OX10B 3,5-Liter-V10-Motor angetrieben und vom Japaner Ukyo Katayama, der seine zweite Saison im Team absolvierte, und dem Briten Mark Blundell, der von Ligier kam, gefahren.
Der 022 war das Auto, mit dem Tyrrell seinen letzten Podiumsplatz erreichte, dank Blundell beim Grand Prix von Spanien.
Er wurde für die Formel-1-Weltmeisterschaft 1995 durch den 023 ersetzt.

## Spätere Verwendung
2009 wurde einer der 022 in der US-amerikanischen BOSS-Meisterschaft eingesetzt.

## Sponsoring und Lackierung
Das Team behielt alle Sponsoren der Vorsaison, darunter Autodesk, BP, Calbee und Club Angle. Tyrrell verwendete die Mild-Seven-Logos, außer bei den Großen Preisen von Frankreich, Großbritannien und Deutschland.